# Kamahariya
Kamahariya (en népalais : भेडिहारी) est un comité de développement villageois du Népal situé dans le district de Rupandehi. Au recensement de 2011, il comptait 19 157 habitants.